# Garrettia
Garrettia  é um gênero botânico da família Lamiaceae.

## Espécies
- Garrettia cymarioides
- Garrettia siamensis

## Nome e referências
Garrettia Fletcher, 1937